# مشاع عباس حیدری
مشاع عباس حیدری یک منطقهٔ مسکونی در ایران است که در بخش اسماعیلی واقع شده‌است.